# 第59步兵師 (德國國防軍)
第59步兵師（德語：59. Infanterie-Division）是納粹德國國防軍陸軍的一個步兵師。該師於1944年6月組建。
該師後不久派往西線，並一直在當地作戰，先後參加法萊斯包圍戰和斯海爾德河戰役。
該師最後於1945年4月解散。

## 註腳
1. ↑  Mitcham（2007年）